# Ottenbach (Duitsland)
Ottenbach is een plaats in de Duitse deelstaat Baden-Württemberg, en maakt deel uit van het Landkreis Göppingen.
Ottenbach telt 2.461 inwoners.

## Geografie
Ottenbach ligt aan de rand van de Zwabische Jura en aan de voet van de berg Hohenstaufen. Het ligt ongeveer tien kilometer van de stad Göppingen. De buurgemeenten zijn Schwäbisch Gmünd, Donzdorf, Salach, Eislingen en Göppingen.

## Geschiedenis
Ottenbach werd voor het eerst vermeld in de Liber decimations van het bisdom Konstanz in 1275. Er wordt aangenomen dat het goed een eigendom was van het huis Hohenstaufen.
In de volgende eeuwen werd de nederzetting door diverse wereldlijke en geestelijke leiders beheerd voordat het ten slotte in 1806 eigendom werd van Frederik I van Württemberg. In 1825 werd Ottenbach een zelfstandige gemeente. Ze telde toen 362 inwoners. Pas na de Tweede Wereldoorlog groeide de bevolking verder aan.
Er is geen zekerheid omtrent de herkomst van de naam Ottenbach. Men vermoedt dat de naam van "Aucht", wat nachtweide betekent, zou afgeleid zijn.

## Politiek
De gemeenteraad bestaat uit 12 leden. Sinds de gemeenteraadsverkiezingen van 25 mei 2014 bestaat de gemeenteraad uit 9 verkozenen van de partij Ottenbacher Bürger, 3 verkozenen van het CDU en de burgemeester die ook stemgerechtigd is. Sinds 2002 is Oliver Franz burgemeester van Ottenbach.